# Tsetang

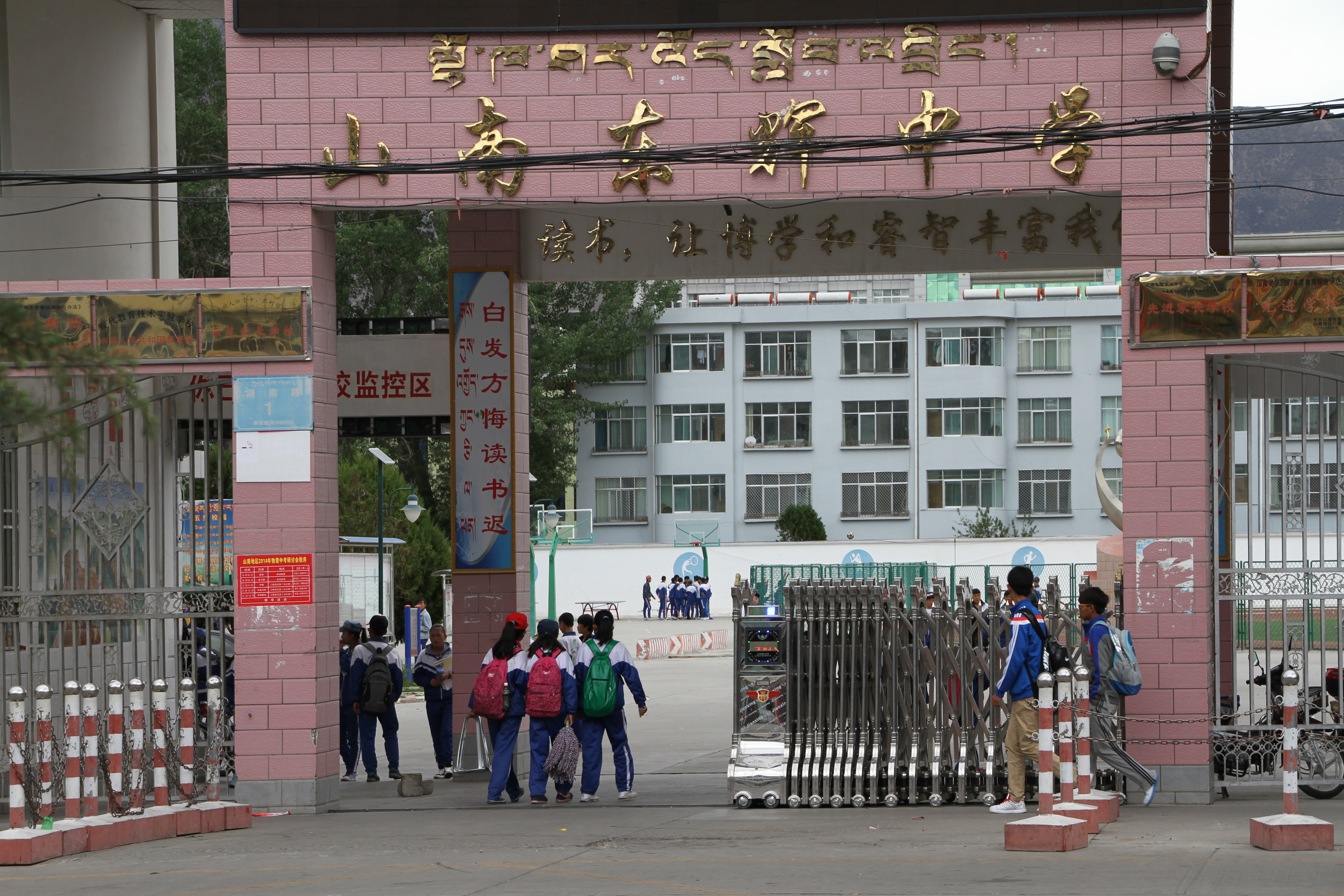
Tsetang 2014

Tsetang is een plaats in het arrondissement Nedong in de prefectuur Lhokha in de Tibetaanse Autonome Regio in de Volksrepubliek China.
Het is een van de grootste steden in Tibet en is gelegen in de Yarlung-vallei op 183 km ten zuidoosten van Lhasa. Het lag op een vijftal kilometers afstand van Nedong waarmee het tegenwoordig is samengesmolten.
Tsetang was in het verleden de zetel van de Yarlung-dynastie en de Phagmodru-dynastie.